# Giambattista Bodoni
Giovanni Battista (Giambattista) Bodoni (Saluzzo, 26 de febrer de 1740 - Parma, 30 de novembre de 1813) fou un gravador, impressor, editor i tipògraf italià, considerat com el pare de la tipografia moderna. La seva influència va ser molt important en el desenvolupament tipogràfic dels segles XVIII i xix.
Va assolir un alt nivell de refinament tècnic en la seva obra: plana, sense adorns d'estil, que combina amb una puresa en els materials emprats. Aquest fet va atreure a molts admiradors i imitadors i el va fer superar la popularitat dels tipògrafs francesos com Philippe Grandjean i Pierre Simon Fournier.
Als voltants del 1798 creà la seva pròpia família tipogràfica, Bodoni, que significà una revolució i constituí el punt de partida dels tipus anomenats moderns.

## Biografia

### Els primers anys
Giambattista Bodoni va néixer a Saluzzo, a la regió del Piemont, el 26 de febrer de 1740. Fill de Paola Margherita Giolitti i Francesco Agostino Bodoni, era el més jove dels germans barons dins una família que s'havia dedicat sempre a l'art de la tipografia.
El jove Giambattista començà els seus estudis al Regio Collegio Saluzzese mentre aprenia l'ofici familiar al taller del seu pare, que era mestre impressor; allà va començar a dibuixar i a fer els seus primers gravats en fusta. Algunes de les impressions obtingudes a partir d'aquests gravats es van vendre a Torí.
La bona acceptació que van tenir aquestes obres despertà en ell l'ambició de perfeccionar la seva tècnica. Ell lloc escollit per fer-ho va ser Roma.

### Roma
A punt de complir la majoria d'edat i acompanyat d'un condeixeble d'estudis, Domenico Costa, Bodoni emprèn el seu viatge a la ciutat eterna, el 15 de febrer de 1758.
Un cop a Roma, entra a formar part de la Sagrada Congregació per a la Propagació de la Fe, una de les impremtes més importants a Europa en aquella època; els treballs eclesiàstics que realitzava es distribuïen a tot el món en tots els idiomes.

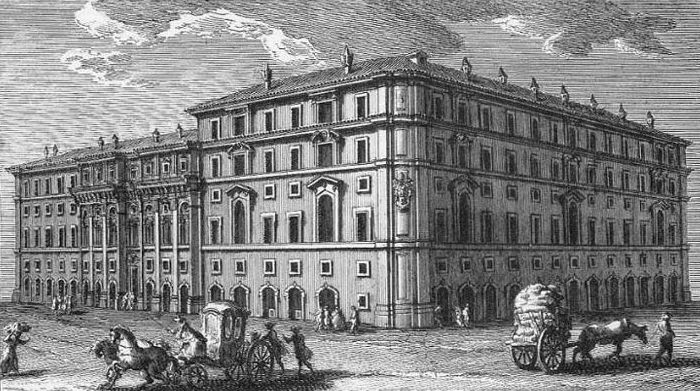
La seu de la "Congregació per a la Propagació de la Fe" a Roma

Durant la seva estada va estudiar algunes de les llengües orientals al Colegio della Sapienza. En veure el seu talent, el cardenal Giuseppe Spinelli, prefecte de la Congregació, i el seu mentor, l'abat Costantino Ruggeri, li encarregaren la delicada feina de reordenar la sèrie de punxons per als caràcters orientals que havien tallat per a Sixt V Claude Garamond i Guillaume Le Bé feia més de 200 anys i que, tot i ser molt útils, havien quedat abandonats.
Aquests anys a Roma serviren a Bodoni per encaminar la seva orientació cap al gravat de caràcters. I també li serviren per fer una gran amistat amb el bibliotecari del cardenal, el pare Paolo Maria Paciaudi, amb qui es retrobaria a Parma anys després.
La violenta mort del seu mentor, l'abat Ruggeri, l'1 de novembre de 1762, va trasbalsar Bodoni. A aquest fet s'hi va unir la mort del cardenal Spinelli un any després i, pensant en la renaixença tipogràfica que estava sorgint al Regne Unit de la mà de William Calson i John Baskerville, aquell país li oferia moltes més oportunitats que les que tenia a Roma.

### La Impremta Ducal

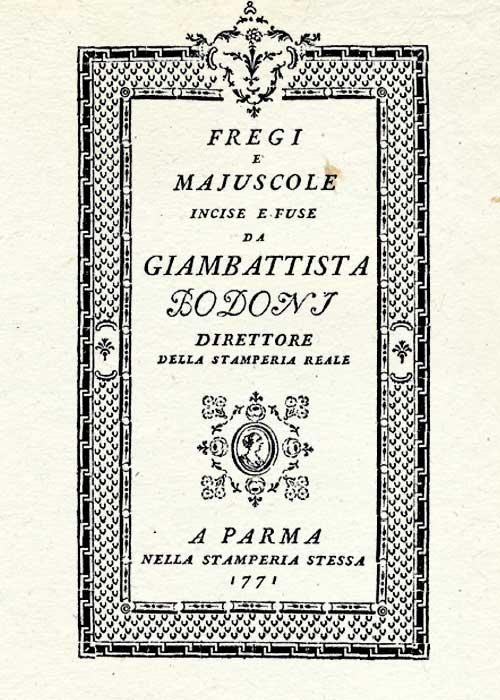
Primer assaig sobre tipografia. 1771

Giambattista Bodoni deixa Roma el 1766 per emprendre el seu viatge a Londres. A l'equipatge porta una de les obres preferides, El Nou Testament, editat per John Baskerville, director, en aquells moments, de la impremta de la Universitat de Cambridge. De camí s'atura a Saluzzo per acomiadar-se de la seva família i una febre inesperada el fa caure malalt obligant-lo a avortar els seus plans. Aquest imprevist, però, serà el motiu del seu nomenament com a director de la Impremta Ducal de Parma.
Ferran I, duc de Parma, incitat pel seu primer ministre, Guillaume du Tillot, creà l'Acadèmia de Belles Arts, amb una impressionant biblioteca i, per un increment de les ciències i les lletres, afegí a la construcció una impremta. Com a bibliotecari, pels seus treballs i la seva trajectòria a Roma, comptà amb el pare Paolo Maria Paciadu. Va ser ell mateix qui va suggerir a Bodoni com a director de la impremta.
Bodoni arriba a Parma el 24 de febrer de 1768 i comença a treballar un mes després; l'artista ara té 28 anys i aquí és on comença la seva carrera com a impressor i editor.
Les primeres publicacions es fan utilitzant caràcters provinents de França, però a partir de 1771, Bodoni comença el disseny i la fabricació dels seus propis caràcters. D'aquest mateix any és el seu primer assaig sobre tipografia: Fregi e Majuscole incise e fuse da Giambattista Bodoni Direttore della Stamperia Reale, inspirat en el treball de Pierre Simon Fournier. És força difícil fer una distinció entre aquests primers treballs de Bodoni i aquells de qui el va inspirar. Feia servir una tipografia de caràcters barrocs, plena d'ornaments, usada als treballs francesos. Amb el temps va anar refinant els dissenys de Fournier, fins a innovar radicalment els caràcters romans, trencant amb l'estil que imperava fins aleshores.
El 1788 publica el seu primer Manuale Tipografico amb un centenar de famílies tipogràfiques romanes, cinquanta de cursives i vint-i-vuit gregues. Va ser el resultat del treball que l'artista havia començat el 1771. La impressió de les lletres, amb un fort contrast entre el gruix de les astes i la finesa dels remats i els filets, feien que les obres de Bodoni, arribessin a l'excel·lència de la bellesa i l'harmonia.

### La impremta de Bodoni

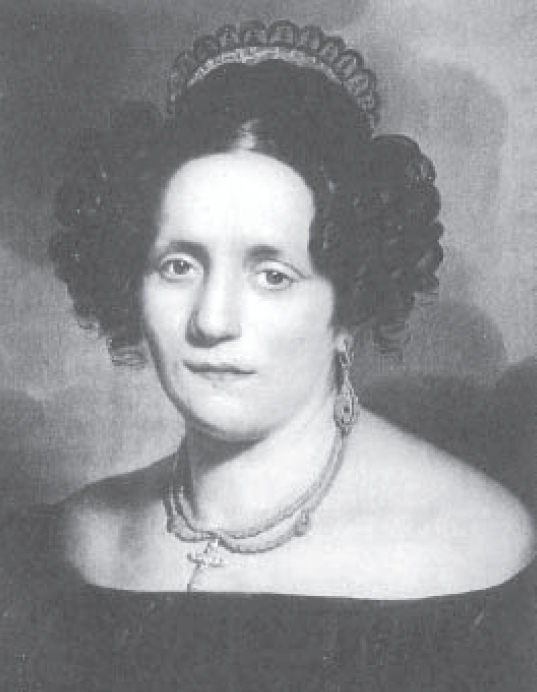
Margherita Dall'Aglio

El 1791, Giambattista Bodoni obre la seva impremta privada amb el permís del Duc de Parma. A partir d'aquell moment, tota l'obra de l'artista sortirà d'aquell taller i la Impremta Ducal restarà funcionant per a impressions menors o les obligades impressions per al govern.
Aquest mateix any, contrau matrimoni amb la parmesana Margherita Dall'Aglio, una dona que l'ajudarà no només en la seva vida privada, quan Bodoni cau malalt, sinó amb el seu treball, prosseguint la labor tipogràfica després de la seva mort. En aquesta època comença a eliminar dels seus dissenys tots els ornaments i ens descobreix una tipografia pura que donarà origen al que coneixem com a tipografies Bodoni. Les seves edicions, van tenir un enorme èxit a Europa, tant, que l'aristocràcia l'anomenava "rei de tipògrafs i tipògraf de reis".
El juny de 1795, Bodoni troba a faltar, després d'un robatori, més de cent pàgines amb les composicions dels caràcters exòtics que tant de temps li havia costat elaborar i que volia formessin part del segon volum del seu Manuale Tipografico. La pèrdua el va afectar molt, perquè no pensava tenir tanta energia ni tanta vida per tornar a començar i acabar de nou aquesta feina.

### El govern francès
Amb l'arribada dels francesos entre 1796 i 1797 i l'annexió del Ducat de Parma, el 1802, a la República Cisalpina governada per Napoleó Bonaparte, el treball de Bodoni no es va veure afectat. Tot al contrari, no li van mancar ni protecció ni comissions per part de la nova aristocràcia napoleònica.
Catorze edicions de Bodoni són enviades, el 1806, a l'Exposició Internacional de París, on obtingué el Primer Premi.
Dos anys després, publica una de les obres mestres de la tipografia, la Ilíada Grega, en tres amplíssims volums, amb una dedicatòria a Napoléo.
El 1810, Luigi Lamberti presenta una de les còpies de la Ilíada de Bodoni a Napoleó. Impressionat per la seva obra, li condeix una pensió vitalícia: 
| « | … en consideració del progrés que ha aportat a l'art de la tipografia. | » |

 Aquest volum va ser donat per l'emperador a la Llibreria Nacional de París.

### La mort
Giambattista cau malalt i això l'obliga a tancar la Impremta Reial el 5 d'abril de 1813. La mort li arriba a Parma el 30 de novembre d'aquest mateix any, després de tota una vida dedicada a la tipografia. Per anunciar la seva mort al poble, les autoritats van fer sonar les campanes del Duomo, un privilegi destinat només a les quatre grans famílies nobles parmesanes. Aquest lloc també va ser l'escollit per a la cerimònia fúnebre, en comptes de fer-ho a l'església parroquial, pel que Bodoni havia significat per a la societat parmesana.

## Premis i reconeixements
- 1782: És nomenat tipògraf de càmera de Carles III d'Espanya
- 1803: Se li concedeix el títol de ciutadà honorífic de Parma i s'encunya una medalla en el seu honor.
- 1806: Obté la Medalla d'Or a l'Exposició de París.
- 1807: Queda exempt del pagament dels impostos amb el títol "d'artista suprem".
- 1808: Joaquim Murat li concedeix una pensió vitalícia.
- 1810: Napoleó li concedeix una altra pensió vitalícia.
- 1812: Napoleó el condecora amb l'Ordre Imperial de la Reunió (Ordre de la Réunion).

## Museu
En commemoració del 150è aniversari de la seva mort, el 17 de novembre de 1963 s'inaugurà a Parma un museu que porta el seu nom.

## Obres destacades
- Fregi e Majuscole incise e fuse da Giambattista Bodoni Direttore della Stamperia Reale.  Parma: Stamperia Ducale, 1771.
- Epithalamia exoticis linguis reddita.  Parma: Stamperia Ducale, 1775.
- Pater Noster(Oratio Dominica), 1806.
- l'Iliade greca, 1808.

### El manual tipogràfic

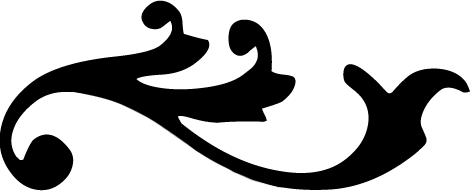
Ornament Bodoni

L'obra mestra de Bodoni va ser el Manuale Tipografico, el qual publicà en dos volums. El primer d'ells va veure la llum el 1788 i l'edició de les seves pàgines mostrava marges generosos, que feien del Manual una elegant galeria visual de tipografies: alfabets llatins, grecs, hebreus, rusos, turcs, tàrtars, així com centenars de vores decoratives i ornaments d'impressió. L'edició del segon i últim volum es va produir 5 anys després de la seva mort. La seva vídua, Margherita Dall'Aglio va ser qui s'encarregà del projecte.
Al prefaci del seu Manuale Tipografico, Bodoni enumera els quatre principis que donen la bellesa a la tipografia:
- Uniformitat: els caràcters d'un albafet han de mantenir elements en comú que han de romandre inalterables en tota la sèrie.
- Elegància: l'acabat dels punxons ha de ser meticulós per produir matrius pures i, d'aquesta manera els tipus resultants seran nets i delicats.
- Bon gust: el tipògraf ha de mantenir-se fidel a la simplicitat sense oblidar les millors lletres manuscrites del passat.
- L'encant: aquest principi està present en totes les lletres que semblen haver estat fetes amb molta cura, en un acte d'amor.

La importància d'aquest Manual rau en el fet que, entre les seves pàgines, trobem els primers tipus moderns desenvolupats.

## Tipografies Bodoni

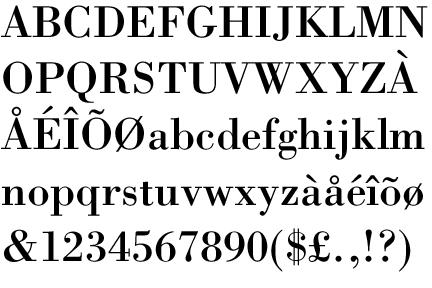
Tipografia Bodoni

L'aparició de la tipografia Bodoni, va desplaçar els antics dissenys tipogràfics gràcies a l'èxit del seu disseny caracteritzat pel contrast de gruixos existent entre les astes i els filets, amb uns remats prims i rectes, d'aparença clara i racional.
Alguns dels dissenys moderns de tipus Bodoni són:
- ATF Bodoni de M.F. Benton (1907-1915)
- Mergenthales Linotype Bodoni (1914-1916)
- Haas Bodoni (1924-1939)
- Bauer Bodoni de Heinrich Jost (director artístic) i Louis Hoell (gravador)[13] per a la foneria Bauer Type Foundry Inc (1924)
- Berthold Bodoni (1930)

### Usos actuals
Els usos actuals de les tipografies Bodoni les han convertit en un clàssic que denota distinció, elegància, exclusivitat. Es poden trobar, per exemple, a la revista de moda Vogue, en la seva versió impresa o digital o a logotips de firmes de luxe com el de Giorgio Armani.